# المنصور الحسين بن القاسم
المنصور الحسين بن القاسم (ولد في 1669 - توفي في 1720) إمام الدولة الزيدية في اليمن من 1716 إلى 1716 كما حكم أجزاء من اليمن من 1716 إلى 1720.
الحسين بن القاسم حفيد الإمام المؤيد محمد بن القاسم (توفي 1644). استغل سخط العامة من الإمام المهدي محمد وادعى الإمامة في شهارة ذات التحصين القوي في 1716 متخذا مسمى المنصور. جزء كبير من البلاد الساخطين على المهدي محمد انضمت إليه. أطلق الإمام سراح ابن أخيه القاسم من السجن وأرسله لهزيمة المنصور الحسين. هزم المنصور الحسين خصمه في السدة مما أدى إلى إعلان القاسم انشقاقه عن عمه معترفا بإمامة المنصور الحسين وحاصر الإمام السابق. قرر المهدي محمد التخلي عن الإمامة ودعى إلى هدنة. بدأ المنصور الحسين في سك النقود باسمه. في نفس عام 1716 تمرد القاسم ضد الإمام الجديد وأعلن إمامته تحت مسمى المتوكل القاسم. استطاع فرض سيطرته على صنعاء والموانئ في حين أن المنصور الحسين لم يكن يسيطر سوى على شهارة وبعض المناطق المحيطة بها. انقطاع الواردات أدى إلى أن يصبح هزيلا وهذا الأمر استمر حتى وفاته في 1720.